# Robert Shiller

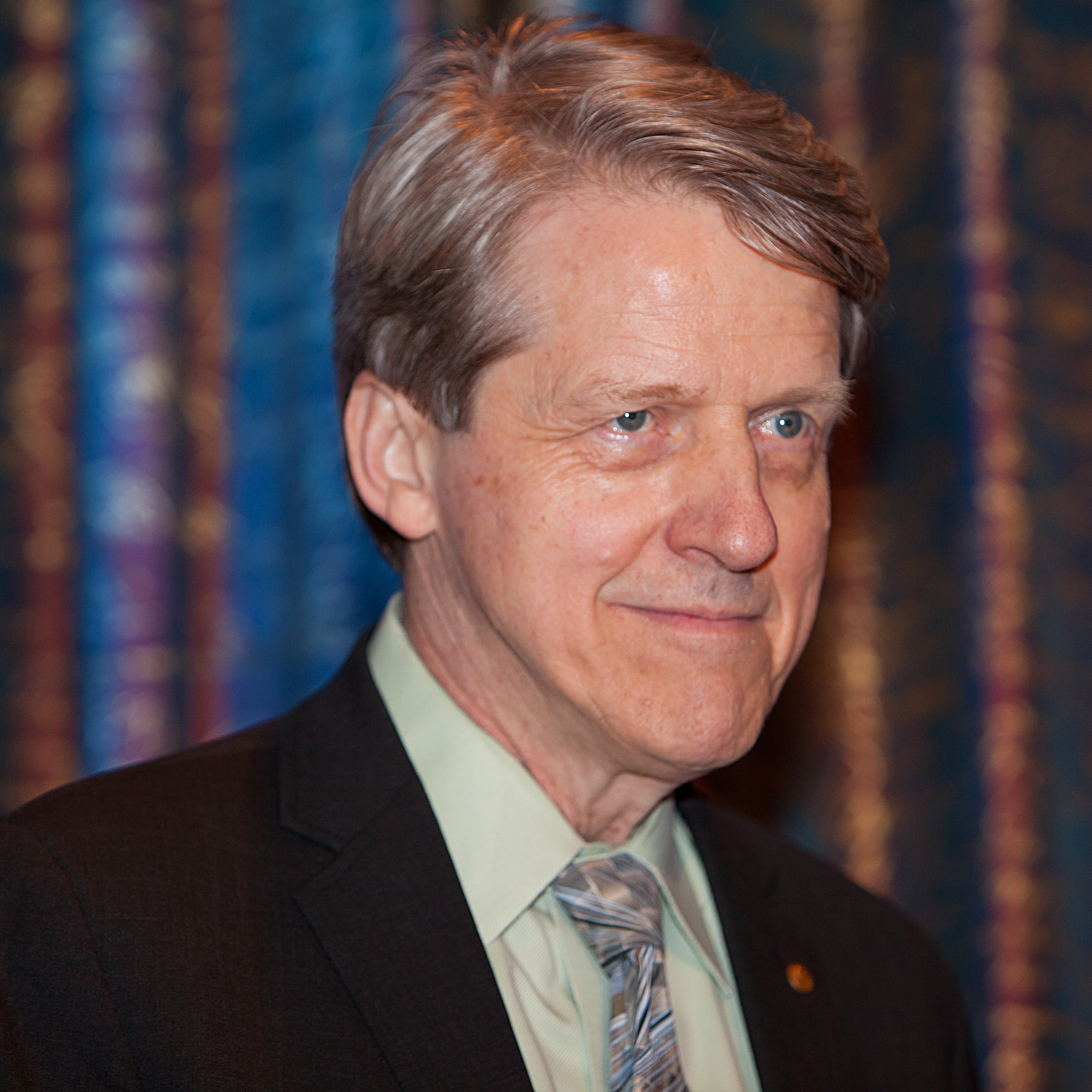
Robert J. Shiller under presskonferens i Stockholm, december 2013.

Robert James Shiller, född 29 mars 1946 i Detroit, Michigan, är en amerikansk nationalekonom verksam vid Yale University.
2013 tilldelades han Sveriges Riksbanks pris i ekonomisk vetenskap till Alfred Nobels minne tillsammans med Lars Peter Hansen och Eugene Fama för "deras empiriska analys av tillgångspriser".